# Los millones de Chaflán
Los millones de Chaflán es una película mexicana, dirigida por Roberto Aguilar (o Rolando Aguilar, según otras fuentes) en 1938. Se filmó en el pueblo de San Antonio Tecómitl, de la Delegación Milpa Alta, Ciudad de México
El argumento gira en torno a una familia de ingenuos campesinos que obtiene dinero de la venta de unas tierras en donde, supuestamente, unos gringos descubren petróleo. La familia viaja con su deshonesto compadre a la capital mexicana a invertirlo, organizando ostentosas fiestas.